# Sommer-Paralympics 2024/Teilnehmer (Niger)
| stlisierte Goldmedaille | stlisierte Silbermedaille | stlisierte Bronzemedaille |
| ----------------------- | ------------------------- | ------------------------- |
| —                       | —                         | —                         |

Niger entsandte für die Paralympischen Spiele 2024 in Paris einen Athleten.

## Teilnehmer

### Taekwondo
| Athlet              | Wettbewerb    | Rang |
| ------------------- | ------------- | ---- |
| Männer              |               |      |
| Jabirou Ide Oumarou | K44 bis 58 kg | 9    |